# Floating Sofa Quartet
Floating Sofa Quartet er en nordisk folkemusikkvartet bestående af Clara Tesch, Mads Kjøller Henningsen (Danmark), Leija Lautamaja (Finland), og Malte Zeberg (Sverige).
Gruppen har udgivet fire albums og vundet én pris ved Danish Music Awards Folk.

## Historie
Gruppens medlemmer Clara Tesch, Leija Lautamaja, Mads Kjøller Henningsen og Malte Zeberg mødtes i 2013 ved en årlig folkemusik-konference kaldet Nordtrad, der dette år blev afholdt i Vilnius, Litauen. De fire medlemmer sad på bredden af floden Vilnia og spillede og så noget, som de først troede var en sofa, der flød forbi. Det viste sig dog at være et dødt svin, men oplevelsen gav navn til bandet.
Floating Sofa Quartet har bl.a. optrådt på en lang række musikfestivaller bl.a. Kaustinen Folk Music Festival (Finland), Førdefestivalen (Norge), Tønder Festival (Danmark), Korrö Folkmusikfestival (Sverige) og folkBALTICA (Tyskland).
I 2015 blev gruppen nomineret til Talentprisen ved Danish Music Awards Folk.
I 2016 udkom gruppens debutalbum The moon we watch is the same som året efter var nomineret til Årets Udgivelse ved Danish Music Awards Folk i 2017. Tesch var desuden nomineret som Årets Komponist ved samme lejlighed. Albummet blev kaldt for en "overbevisende debut" på musiksiden Rootszone. 
I 2016 fik de også Saugmann Bjerregaard-fondens (efter Ditlev Trappo Saugmann Bjerregaard) førstepræmie.
I 2018 blev de nomineret til Årets nye navn ved Folk- & världsmusikgalan.
Deres andet album udkom i 2018 kaldet Neighbourhood, som bestod af traditionelle nordiske folkemelodier fra Danmark, Sverige og Finland. Rootszones anmelder kaldte den for en "Flot opfølger til kvartettens første plade og en instrumenthåndtering på niveau med ingen ringere end Dreamers' Circus!"
Albummet vandt prisen Årets Folk Udgivelse ved Danish Music Awards Folk i 2019.

## Medlemmer
- Leija Lautamaja (diatonisk harmonika og harmonium)
- Malte Zeberg (kontrabas og mandolin)
- Clara Tesch (violin og bratsch)
- Mads Kjøller Henningsen (tværfløjte og svensk sækkepibe)

## Diskografi
- The moon we watch is the same (2016)
- Neighbourhood (2018)
- Sofa Songs (2023)
- Kystnært (2024)